# Phönix (Wappentier)

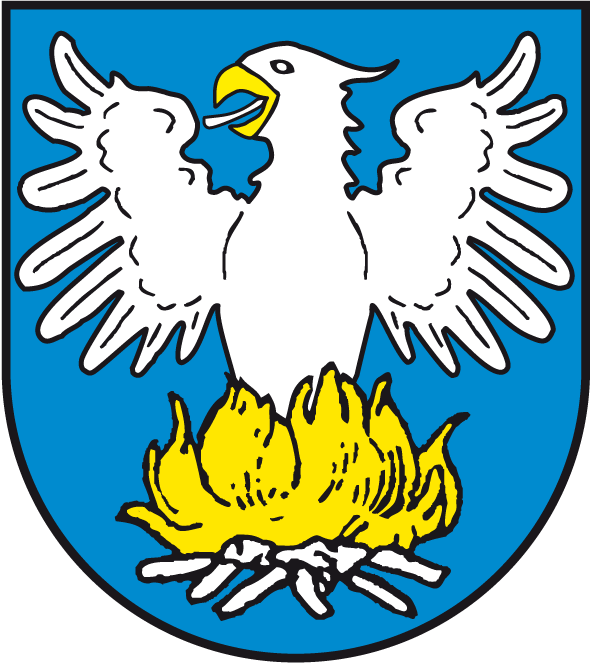
Phönix im Wappen von Buko

Der Phönix steht in der Heraldik als Wappentier eher selten in der Reihe der gemeinen Figuren oder als Helmkleinod.

## Bedeutung
In der Heraldik bedeutet der Phönix unter anderem:
- Etwas, das schon verloren geglaubt war, aber in neuem Glanz wieder erscheint (zum Beispiel ein Land, eine Dynastie, ein Reich o. ä.)
- Wiedergeburt, Unsterblichkeit (zum Beispiel eines Familiengeschlechts)
- Feuer

In den Jahren 1932 und 1974 war er Wappentier im Wappen der Republik Griechenlands. Auch das Kaiserreich Haiti und die Stadt Cirencester in England führten ihn im Wappen.

## Darstellung und Blason
In der Wappenkunde ist der Phönix ein aus der Asche, Glut oder Feuer aufsteigender Vogel, meist dem Adler oder einem pfauenartigen Wesen angelehnt. Zuweilen befindet sich unter dem Feuer, aus dem der Phönix aufsteigt, ein Scheiterhaufen.
Die heraldische Darstellung erfolgt stets im Profil, gewöhnlich nach rechts (heraldisch) sehend. Zwei grundsätzliche Darstellungen sind heraldisch von Bedeutung: aus den Flammen aufsteigend und über den Flammen fliegend.
Der Phönix wird oft als weiße Taube mit roten Flügeln in den Wappen der Grafen und Fürsten von Hohenlohe unbelegt blasoniert. Der Wappenspruch derer von Hohenlohe lautet „ex flamis orior“ (deutsch: Aus Flammen erhebe ich mich). Fürst Philipp Ernst zu Hohenlohe-Waldenburg-Schillingsfürst gründete 1754 den Hausorden Von der goldenen Flamme, in dessen Mitte des Ordenskreuzes der Hohenlohe-Phönix abgebildet ist. Sein Sohn, Fürst Karl Albrecht I., erneuerte den Orden 1775 mit der Bezeichnung Haus- und Ritterorden vom Phoenix mit dem Wahlspruch „ex flammis orior“.
Erstes Auftreten im Wappen wird auf Mitte des 15. Jahrhunderts datiert, ist aber erst ab dem Anfang 17. Jahrhundert wirklich in der heutigen Darstellung in Anwendung.

Wappen von Bechtsrieth
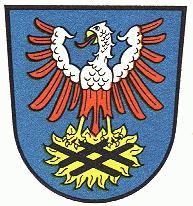
Wappen von Weener
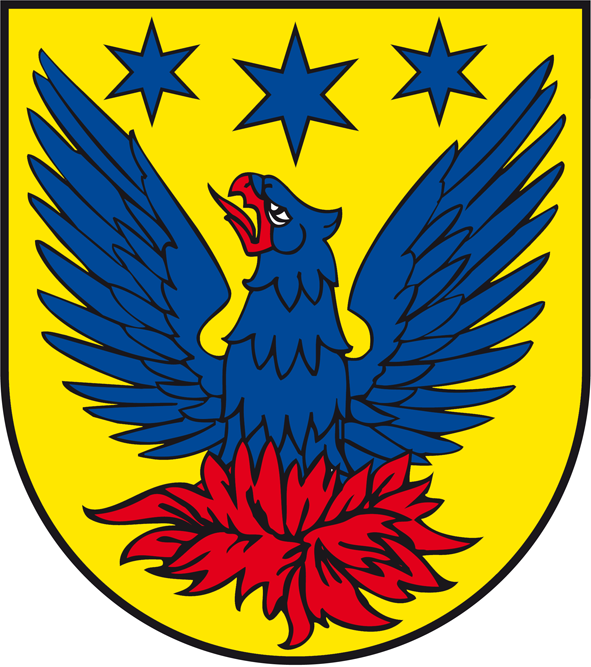
Wappen von Jeggau
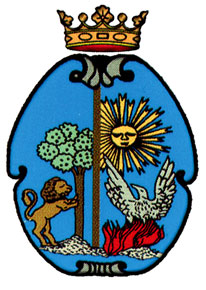
Wappen von Ferla, Freies Gemeindekonsortium Syrakus
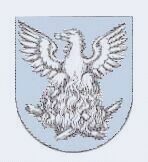
Wappen von Tristão Vaz
Phönix als Helmkleinod im Wappen des Grey College, University of Durham
Stammwappen derer von Hohenlohe
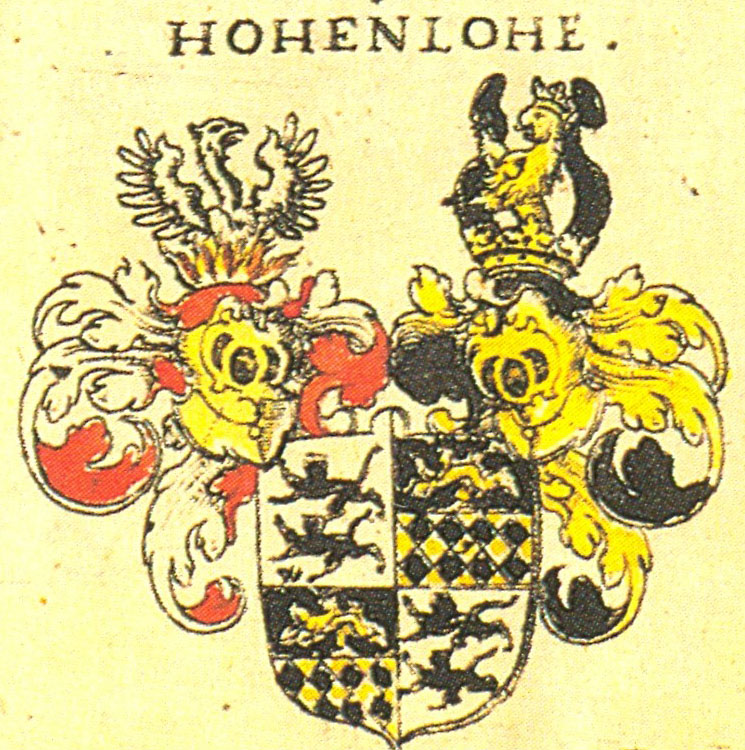
Wappen derer von Hohenlohe im Siebmacher 1605